# Laparostomía
La laparostomía, también llamada abdomen abierto, es una técnica quirúrgica que consiste en abrir el abdomen y tras realizar el acto quirúrgico dejar abierta la cavidad abdominal. Se utiliza esta técnica para tratar diferentes patologías que no es posible solventar durante una única intervención quirúrgica. Tiene las ventajas de que permite inspeccionar de forma continua las vísceras abdominales y realizar drenajes y descompresiones sin someter al paciente al riesgo de una reintervención que suponga abrir de nuevo el abdomen. Se utiliza sobre todo en casos de infección intraabdominal severa, cuando existe gran daño en las vísceras abdominales que hagan temer por la viabilidad de los órganos y en caso de síndrome compartimental abdominal. No debe confundirse este término con laparotomía que es una técnica completamente diferente.

## Antecedentes históricos
A principios de la década de 1900, Price y Torek descubrieron una disminución considerable en las muertes de las personas con apendicitis aguda después de realizar lavados de la cavidad peritoneal. En el año de 1935 Sperling y Wegensteen utilizan la técnica del abdomen abierto para prevenir el síndrome compartimental abdominal, después, durante la Segunda Guerra Mundial se comenzó a utilizar esta técnica para atender a los heridos de guerra con traumas abdominales. En 1940, Olgivie utiliza compresas húmedas estériles para describir el procedimiento de la técnica de abdomen abierto, las cuales quedaban fijas a la aponeurosis por medio de catguts, con el propósito de proteger las vísceras intraabdominales y evitar una posible retracción de la fascia.

## Indicaciones
Los beneficios de esta técnica consisten en que mejoran la sepsis del paciente y la mortalidad, las indicaciones más importantes para dejar un abdomen abierto son:
1. Sepsis intraabdominal severa
2. Síndrome compartimental abdominal
3. Cierre de pared abdominal a tensión
4. Pérdida masiva de la pared abdominal

## Cirugía de control de daños
La cirugía de control de daños (damage control surgery) o cirugía abreviada, son cirugías de salvamento en casos de trauma severo, donde el paciente ingresa con signos de la tríada mortal ( hipocoagulabilidad, hipotermia y acidosis), acompañado de hipotensión.Esta laparotomía inicial, va encaminada en controlar el sangrado y la contaminación (como una herida de colon), con maniobras rápidas como en empaquetamiento (packing), ligaduras o pinzamientos o clampeos  vasculares; controlar con anudamiento de asas lesionadas, y colocación de un sistema VAC (vacuum assisted closure o cierre asistido con vacío) o bolsa de laparostomía ( bolsa de Bogotá) ; reanimación en UCI y reintervención programada, durante un periodo de pérdida de la hemostasia, y se realiza tanto en procedimientos traumáticos y no traumáticos como por ejemplo: 
1. Hipotensión arterial sistólica: menor de 90 mmHg
2. Hipotermia: menor de 34 °C
3. Coagulopatías: PT mayor a 60 segundos
4. Acidosis: pH menor a 7,2 o déficit de base mayor a 8
5. Lesión vascular intraabdominal mayor

Después de trasladar al paciente a la UCI, se reanima , transfunde glóbulos rojos, plaquetas, plasma, antibióticos, soporte ventilatorio, etc. En 24-48 horas se lleva de nuevo a cirugía. haciendo la reparación definitiva de las lesiones y revisando que no haya otras no detectadas.

## Sepsis intraabdominal severa
Se utilizan 2 técnicas para el manejo de estos pacientes, la primera es la relaparotomia planeada, que consiste en hacer lavados peritoneales diarios hasta que se consiga la esterilización de la cavidad abdominal y se deja cubierto por una prótesis, y la segunda es la relaparotomia a demanda, que consiste en tratar de cerrar la pared abdominal y se evalúa clínicamente para realizar futuras reexploraciones.

## Síndrome compartimental abdominal
Es un aumento de la presión intraabdominal >20 mmHg, que va a provocar daños con pérdida de la función en órganos importantes como: cerebro, corazón, pulmones e intestino. Los pacientes que van a tener un mayor riego de tener hipertensión intraabdominal y de desarrollar el síndrome compartimental abdominal son: 
1. Trauma abdominal abierto o cerrado
2. Pacientes con pancreatitis aguda, quemaduras graves, shock séptico
3. Con contenido tanto, intraluminal como intraabdominal aumentado

Las medidas iniciales que se van a tomar con estos pacientes es la colocación de una sonda nasogástrica o rectal para denar el líquido o la ascitis que pueda tener, además de la técnica del abdomen abierto para reducirla presión intraabdominal.

## Cierre temporal de la pared abdominal
Estas cubiertas deben ser inertes, sencillas y rápidas, que permita proteger las vísceras y permitan una adecuada exploración de la cavidad abdominal, entre los materiales que se utilizan están: La bolsa de Bogotá y las mallas.
La bolsa de Bogotá: Fue creada por el médico cirujano Oswaldo Borraez en Colombia, exactamente en el hospital San Juan de Dios en el año de 1984, es una bolsa estéril usada para recolectar orina, se fija sobre el borde de la herida, y si se recoloca varias veces puede producir perdida del tejido.
Entre las complicaciones de la bolsa de Bogotá están, la evisceración, fístulas intestinales y el drenaje excesivo de líquidos. Los cuadros clínicos en los que se usa la bolsa de Bogotá son: Trauma de abdomen grave, pancreatitis aguda grave, peritonitis secundaria y terciaria; y la descompresión del abdomen en el síndrome compartimental abdominal.
Vacuum Pack: Es otra de las técnicas utilizadas, consiste en un cierre temporal de la cavidad abdominal asistido por vacío, que evita la desecación de las viseras evitando la pérdida de líquido. La técnica consiste en colocar una bolsa de polietileno fenestrada sobre las viseras, se fija a la pared abdominal y se colocan 2 compresas estériles y 2 sondas nasogástricas, después se coloca un adhesivo estéril y se conecta las sondas de drenaje a una succión de 100-150 mmHg. También se puede combinar junto con la bolsa de Bogotá para aumentar su eficiencia para el drenaje de líquidos.
Mallas: Se clasifican en reticular, (no reabsorbibles como, el polipropileno, poliéster, y las reabsorbibles como, el ácido poliglicólico y el poliglactin 910), las prótesis laminares como el politetrafluoroetileno (PLFE)  y las surgisis. Entre las complicaciones más importantes están las fistulizaciones, infecciones, depósitos de fibrina y formación de coágulos.

## Complicaciones
Las complicaciones más importantes de dejar un abdomen abierto son: cardiopulmonares secundarios a insuficiencia respiratoria del adulto, complicaciones de sepsis, fallo orgánico múltiple, desórdenes electrolíticos y presión intraabdominal aumentada.